# Episodi di Beyblade Burst
Questa è la lista degli episodi di Beyblade Burst, anime realizzato da Oriental Light and Magic e basato sull'omonimo manga di Hiro Morita.

## Lista episodi

### Beyblade Burst
In Italia Beyblade Burst è stato trasmesso in prima visione su K2 dal 4 settembre al 17 ottobre 2017 per i primi 26 episodi dal lunedì al giovedì nell'orario pomeridiano e in replica nella prima serata dal martedì al venerdì. Successivamente gli episodi che vanno dal numero 27 in poi sono andati in onda su Boing dal 28 agosto 2018 dal lunedì al venerdì sempre in orario pomeridiano e dal 10 settembre dello stesso anno nella tarda serata, fascia oraria mantenuta fino alla conclusione avvenuta il 1º ottobre.
| Nº                          | Titolo italiano Giapponese 「Kanji」 - Rōmaji                                                                       | In onda           | In onda           |
| Nº                          | Titolo italiano Giapponese 「Kanji」 - Rōmaji                                                                       | Giapponese        | Italiano          |
| Beyblade Burst (51 episodi) | |                   |                   |
| 1                           | In Azione, Valtryek! 「行こうぜ!相棒(ヴァルキリー)!!」 - Ikō ze! Varukirī!!                                         | 4 aprile 2016     | 4 settembre 2017  |
| 2                           | Kerbeus, il Custode degli Inferi 「冥界の番犬！ケルベウス！！」 - Meikai no Banken! Kerubeusu!!                     | 11 aprile 2016    | 5 settembre 2017  |
| 3                           | Inizio col Botto! Il Lancio Rush 「爆裂!ラッシュシュート!!」 - Bakuretsu! Rasshu Shūto!!                            | 18 aprile 2016    | 6 settembre 2017  |
| 4                           | Il Club di Bey: Cominciamo! 「ベイブレードクラブをつくるぜ!」 - Beiburēdo Kurabu wo Tsukuru ze!                     | 25 aprile 2016    | 7 settembre 2017  |
| 5                           | Nell'oscurità! Dark Doomscizor! 「死神降臨!漆黒のデスサイザー!!」 - Shinigami Kōrin! Shikkoku no Desusaizā!!        | 2 maggio 2016     | 11 settembre 2017 |
| 6                           | Tutti Pronti! Corso Intensivo 「たえろ!これが特訓だ!!」 - Taero! Kore ga Tokkun da!!                                | 9 maggio 2016     | 12 settembre 2017 |
| 7                           | Il Lancio Flash! Veloce da Pazzi! 「超速!フラッシュシュート!!」 - Chousoku! Furasshu Shuuto!!                       | 16 maggio 2016    | 13 settembre 2017 |
| 8                           | Un Avversario Potentissimo! Hyper Horusood! 「強敵!天空のホルスード!!」 - Kyōteki! Tenkū no Horusūdo!!              | 23 maggio 2016    | 14 settembre 2017 |
| 9                           | Ostacolo Wyvron! 「立ちはだかる飛竜(ワイバーン)!」 - Tachihadakaru Waibān!                                          | 30 maggio 2016    | 15 settembre 2017 |
| 10                          | Basta Crisi! Fiducia in Valtryek! 「乗り越えろ!相棒（ヴァルキリー）を信じて!!」 - Norikoero! Varukirī wo Shinjite!! | 6 giugno 2016     | 19 settembre 2017 |
| 11                          | La Disperazione di Spryzen! 「絶望のスプリガン」 - Zetsubō no Supurigan                                             | 13 giugno 2016    | 20 settembre 2017 |
| 12                          | La Minaccia dell'Impatto Shield 「驚異のシールドクラッシュ!」 - Kyōi no Shīrudo Kurasshu!                           | 20 giugno 2016    | 21 settembre 2017 |
| 13                          | La Prova di Shu 「シュウの試練!」 - Shu no Shiren!                                                                  | 27 giugno 2016    | 25 settembre 2017 |
| 14                          | La Promessa Mantenuta 「誓いの決勝戦(バトル)!」 - Chikai no Batoru!                                                 | 4 luglio 2016     | 26 settembre 2017 |
| 15                          | Una Battaglia Feroce! Valtryek Contro Spryzen 「激闘!ヴァルキリーVSスプリガン!!」 - Gekitō! Varukirī VS Supurigan!! | 11 luglio 2016    | 27 settembre 2017 |
| 16                          | Lezione di Gruppo! L'Arena Speciale Shakadera 「驚愕!灼炎寺スペシャル!!」 - Kyōgaku! Shakuenji Supesharu!!          | 18 luglio 2016    | 28 settembre 2017 |
| 17                          | Xcalius Estremo! 「豪傑のエクスカリバー!」 - Gōketsu no Ekusukaribā!                                                | 25 luglio 2016    | 2 ottobre 2017    |
| 18                          | La Battaglia di Squadra! Si Comincia 「燃えるぜ！チームバトル!!」 - Moeru ze! Chīmu Batoru!!                        | 1º agosto 2016    | 3 ottobre 2017    |
| 19                          | Roktavor Contro Unicrest 「ラグナルクVSユニコーン！」 - Ragunaruku VS Unikōn!                                       | 8 agosto 2016     | 4 ottobre 2017    |
| 20                          | Uniti si Vince! Lancio Catena! 「繋げろ！チェーンシュート！！」 - Tsunagero! Chēn Shūto!!                           | 15 agosto 2016    | 5 ottobre 2017    |
| 21                          | La Battaglia Dell'Amicizia! 「友情のバトル！」 - Yūjō no Batoru!                                                    | 22 agosto 2016    | 9 ottobre 2017    |
| 22                          | Valtriek Si Risveglia 「ヴァルキリー覚醒！！」 - Varukirī Kakusei!!                                                 | 29 agosto 2016    | 10 ottobre 2017   |
| 23                          | La Solitudine di Doomscizor! 「孤独のデスサイザー」 - Kodoku no Desusaizā                                           | 5 settembre 2016  | 11 ottobre 2017   |
| 24                          | Massima Potenza, Per Davvero! 「本気(マジ)と全力!!」 - Maji to Zenryoku!!                                           | 12 settembre 2016 | 12 ottobre 2017   |
| 25                          | Il Misterioso Blader Mascherato! 「謎のベイブレード仮面!」 - Nazo no Beiburēdo Kamen!                               | 19 settembre 2016 | 16 ottobre 2017   |
| 26                          | Vinciamo Questo Match! 「決めるぜ!全国出場!!」 - Kimeru ze! Zenkoku Shutsujō!!                                      | 26 settembre 2016 | 17 ottobre 2017   |
| 27                          | Il Ritiro di Allenamento! L'Arena Mordente! 「合宿だ!バイキングスタジアム!!」 - Gasshuku da! Baikingu Sutajiamu!!   | 3 ottobre 2016    | 28 agosto 2018    |
| 28                          | Montagne Fiumi un'Avventura Tempestosa 「山だ!川だ!嵐の大冒険!!」 - Yama da! Kawa da! Arashi no Daibōken!!          | 10 ottobre 2016   | 29 agosto 2018    |
| 29                          | Mira ad Essere il Numero 1 「目指すぜＮｏ．１！」 - Mezasu ze Nanbā Wan!                                            | 17 ottobre 2016   | 30 agosto 2018    |
| 30                          | Il Serpente Alato! Quetziko! 「蛇の翼!ケツァルカトル!!」 - Hebi no Tsubasa! Ketsuarukatoru!!                        | 24 ottobre 2016   | 31 agosto 2018    |
| 31                          | Gli Insegnamenti di una Leggenda 「アマテリオスの導き」 - Amateriosu no Michibiki                                   | 31 ottobre 2016   | 3 settembre 2018  |
| 32                          | Potenza Ciclonica! 「衝撃のサイクロン!」 - Shōgeki no Saikuron!                                                     | 7 novembre 2016   | 4 settembre 2018  |
| 33                          | Mega Fiamme! Doppia Sciabola! 「爆炎!ダブルインパクト!!」 - Bakuen! Daburu Inpakuto!!                               | 14 novembre 2016  | 5 settembre 2018  |
| 34                          | Le Belve Affilano le Zanne 「牙をむくビースツ!」 - Kiba o muku Bīsutsu!                                             | 21 novembre 2016  | 6 settembre 2018  |
| 35                          | Attacco Primordiale! Beast Betromoth! 「野獣!ビーストベヒーモス!!」 - Yajū! Bīsuto Behīmosu!!                       | 28 novembre 2016  | 7 settembre 2018  |
| 36                          | I Rideout si Fanno Strada! 「ライドアウトの脅威!」 - Raidoauto no Kyōi!                                             | 5 dicembre 2016   | 10 settembre 2018 |
| 37                          | Prossima Fermata, le Finali a Squadre! 「オレたちの決勝戦！」 - Ore tachi no Kesshōsen!                             | 12 dicembre 2016  | 11 settembre 2018 |
| 38                          | Combattere Fino alla Fine! Lost Luinor! 「死闘！ロンギヌスとの戦い！！」 - Shitō! Ronginusu to no Tatakai!!         | 19 dicembre 2016  | 12 settembre 2018 |
| 39                          | Dentro al Vortice! La Spirale Perduta! 「爆裂！デススパイラル！！」 - Bakuretsu! Desu Supairaru!!                   | 26 dicembre 2016  | 13 settembre 2018 |
| 40                          | Tutti Pronti! Le Individuali! 「とるぜっ！全国一!!」 - Toru zeh! Zenkokuichi!!                                      | 9 gennaio 2017    | 14 settembre 2018 |
| 41                          | La Trappola di Nepstrius! 「ネプチューンの罠」 - Nepuchūn no Wana                                                   | 16 gennaio 2017   | 17 settembre 2018 |
| 42                          | Jumbo Jurmuntor! Il Serpente Velenoso! 「毒蛇!ヨルムンガンド!!」 - Dokuhebi! Yorumungando!!                         | 23 gennaio 2017   | 18 settembre 2018 |
| 43                          | Lancio Alato! 「疾風のジェットシュート!」 - Shippu no Jetto Shūto!                                                  | 30 gennaio 2017   | 19 settembre 2018 |
| 44                          | Che Ruggiti! La Battaglia delle Belve! 「吠えろ!ビーストバトル!!」 - Hoero! Bīsuto Batoru!!                         | 6 febbraio 2017   | 20 settembre 2018 |
| 45                          | Spryzen Contro Wyvron! 「スプリガンVSワイバーン!」 - Supurigan VS Waibān!                                           | 13 febbraio 2017  | 21 settembre 2018 |
| 46                          | Battaglia per la Vetta! Valt Contro Xander! 「熱闘!バルトVSシャカ!!」 - Nettō! Baruto VS Shaka!!                    | 20 febbraio 2017  | 24 settembre 2018 |
| 47                          | Battaglia fra Star! 「スター☆バトル!!」 - Sutā ☆ Batoru!!                                                           | 27 febbraio 2017  | 25 settembre 2018 |
| 48                          | Le Semifinali! Rotazione Contro Velocità! 「爆転VS爆走!!」 - Bakuten VS Bakusō!!                                    | 6 marzo 2017      | 26 settembre 2018 |
| 49                          | Vecchi Rivali! Luì Contro Shu! 「四転皇!ルイVSシュウ!!」 - Shitennou! Rui VS Shu!!                                  | 13 marzo 2017     | 27 settembre 2018 |
| 50                          | Il Re del Beyblade 「倒すぜ!絶対王者!!」 - Taosu ze! Zettai ōja!!                                                   | 20 marzo 2017     | 28 settembre 2018 |
| 51                          | La Resa dei Conti! Victory Valtryek! 「決めろ!相棒(ヴァルキリー)!!」 - Kimero! Varukirī!!                           | 27 marzo 2017     | 1º ottobre 2018   |

### Beyblade Burst Evolution
In Italia Beyblade Burst Evolution è stato trasmesso in prima visione su Boing dal 9 ottobre 2018 dal lunedì al venerdì al mattino e dal 29 dello stesso mese in orario tardo serale, fascia oraria mantenuta fino alla conclusione avvenuta il 17 gennaio 2019.
| Nº                                    | Titolo italiano Giapponese 「Kanji」 - Rōmaji                                                                           | In onda           | In onda          |
| Nº                                    | Titolo italiano Giapponese 「Kanji」 - Rōmaji                                                                           | Giapponese        | Italiano         |
| Beyblade Burst Evolution (51 episodi) | |                   |                  |
| 1                                     | Un Nuovo Inizio! L'evoluzione di Valtryek! 「世界へ!ヴァルキリー進化!!」 - Sekai e! Varukirī Shinka!!                   | 3 aprile 2017     | 9 ottobre 2018   |
| 2                                     | Che Spirito Combattivo! Berserk Roktavor! 「男魂!ブレイズラグナルク!!」 - Otoko Tamashi! Bureizu Ragunaruku!!           | 10 aprile 2017    | 10 ottobre 2018  |
| 3                                     | Drain Fafnir! Alla Carica! 「衝撃!ドレインファブニル!!」 - Shōgeki! Dorein Fabuniru!!                                   | 17 aprile 2017    | 11 ottobre 2018  |
| 4                                     | Un Turbine! Tempest Wyvron! 「旋風!トルネードワイバーン!!」 - Senpū! Torunēdo Waibān!!                                  | 24 aprile 2017    | 12 ottobre 2018  |
| 5                                     | Un Attacco a Sorpresa! Kinetic Satumb! 「魔襲!クライスサタン!!」 - Mashū! Kureisu Satan!!                               | 1º maggio 2017    | 15 ottobre 2018  |
| 6                                     | Una Rimescolata alla Squadra! 「激震!BCソル!!」 - Gekishin! BC Sol!!                                                    | 8 maggio 2017     | 16 ottobre 2018  |
| 7                                     | Verso la Vetta! 「掴め!トップチーム!!」 - Tsukame! Toppuchīmu!!                                                         | 15 maggio 2017    | 17 ottobre 2018  |
| 8                                     | Match di apertura! La Lega Europea! 「開幕!ヨーロッパリーグ!!」 - Kaimaku! Yōroppa Rīgu!!                               | 22 maggio 2017    | 18 ottobre 2018  |
| 9                                     | Alter Cognite! Il Mutaforma! 「時神!アルタークロノス!!」 - Tokigami! Arutā Kuronosu!!                                   | 29 maggio 2017    | 19 ottobre 2018  |
| 10                                    | Free si Lancia! 「バルトとフリー」 - Baruto to Furī                                                                     | 5 giugno 2017     | 22 ottobre 2018  |
| 11                                    | BC Sol! Una Squadra Divisa! 「崩壊!BCソル!!」 - Hōkai! BC Soru!!                                                        | 12 giugno 2017    | 23 ottobre 2018  |
| 12                                    | Il Ritorno di Doomscizor! 「死神（デスサイザー）再臨!」 - Desu Saizā Sairin!                                            | 19 giugno 2017    | 24 ottobre 2018  |
| 13                                    | Falci Gemelle! Doppio Colpo! 「双鎌!ダブルストライク!!」 - Sōkama! Daburu Sutoraiku!!                                   | 26 giugno 2017    | 25 ottobre 2018  |
| 14                                    | Attacca! Maximus Garuda! 「蹴撃!マキシマムガルーダ!!」 - Shūgeki! Makishimamu Garūda!!                                  | 3 luglio 2017     | 26 ottobre 2018  |
| 15                                    | Ghasem! Il Blader Volante! 「鳥神闘士（ブレーダー）ガゼム!!」 - Torigami Burēdā Gazemu!!                                | 10 luglio 2017    | 29 ottobre 2018  |
| 16                                    | La Ricerca di Shu 「シュウを探せ」 - Shū wo Sagase                                                                      | 17 luglio 2017    | 30 ottobre 2018  |
| 17                                    | Magia Ombra! La Fossa del Serpente! 「魔境!スネークピット!!」 - Makyō! Sunēku Pitto!!                                   | 24 luglio 2017    | 31 ottobre 2018  |
| 18                                    | Il Labirinto Sotterraneo 「迷宮!ブラックダンジョン!!」 - Meikyū! Burakku Danjon!!                                       | 31 luglio 2017    | 1º novembre 2018 |
| 19                                    | Fuoco Segreto! Occhio Rosso! 「炎神!レッドアイ!!」 - Enshin! Reddo Ai!!                                                 | 7 agosto 2017     | 2 novembre 2018  |
| 20                                    | Nuovi Compagni di Squadra! Nuovi Rivali! 「爆進!BCソル!!」 - Bakushin! BC Sol!!                                         | 14 agosto 2017    | 19 novembre 2018 |
| 21                                    | Joshua Contro i Ninja Spaziali! 「ジョシュアVS宇宙（スペース）忍者」 - Joshua VS Supēsu Ninja                           | 21 agosto 2017    | 20 novembre 2018 |
| 22                                    | Blast Jinnius! Tempeste in Arrivo! 「嵐を呼ぶブラストジニウス!」 - Arashi o Yobu Burasuto Jiniusu!                      | 28 agosto 2017    | 21 novembre 2018 |
| 23                                    | L'Arena Infinity! La Sfida di Raul! 「挑戦!無限ベイスタジアム!!」 - Chōsen! Mugen Beisutajiamu!!                        | 4 settembre 2017  | 22 novembre 2018 |
| 24                                    | La Lega Mondiale! Prepariamo il Palco! 「激動!ワールドリーグ!!」 - Gekidō! Wārudo Rīgu!!                                | 11 settembre 2017 | 23 novembre 2018 |
| 25                                    | La Resa dei Conti! Surge Xcalius! 「闘剣!ジークエクスカリバー!!」 - Tōken! JĪku Ekusukaribā!!                           | 18 settembre 2017 | 26 novembre 2018 |
| 26                                    | Riavvio Genesi! 「炸裂!ゴッドリブート!!」 - Bakuretsu! Goddo Ribūto!!                                                   | 25 settembre 2017 | 27 novembre 2018 |
| 27                                    | Mondi in Collisione! Si Gioca a Casa! 「東京バトル!レアルVSリオス!!」 - Tōkyō Batoru! Rearu VS Riosu!!                  | 2 ottobre 2017    | 14 dicembre 2018 |
| 28                                    | Il Vampiro! Depp Caynox! 「吸血鬼!ディープカオス!!」 - Kyūketsuki! Dīpu Kaosu!!                                         | 9 ottobre 2017    | 17 dicembre 2018 |
| 29                                    | La Fortezza! Shelter Regulus! 「要塞!シェルターレグルス!!」 - Yōsai! Sherutā Regurusu!!                                 | 16 ottobre 2017   | 18 dicembre 2018 |
| 30                                    | Rotta di Collisione! Alla Finale! 「激突!決勝へのシュート!!」 - Gekitotsu! Kesshō he no Shūto!!                         | 23 ottobre 2017   | 19 dicembre 2018 |
| 31                                    | I 5 Assi! La Svolta! 「破れ!ビッグ5の壁!!」 - Yabure! Biggu Faibu no Kabe!!                                             | 30 ottobre 2017   | 20 dicembre 2018 |
| 32                                    | Impareggiabile! Tripla Sciabola! 「天下無双!トリプルインパクト!!」 - Tenka Musou! Toriparu Inpakuto!!                   | 6 novembre 2017   | 21 dicembre 2018 |
| 33                                    | La Finale della Lega Mondiale! 「決勝!BCソルVSニューヨークブルズ!!」 - Kesshō! BC Soru VS Nyūyōku Buruzu!!              | 13 novembre 2017  | 24 dicembre 2018 |
| 34                                    | Massima Potenza! Attacco Balzo! 「全力!バウンドアタック!!」 - Zenryoku! Boundo Attaku!!                                 | 20 novembre 2017  | 25 dicembre 2018 |
| 35                                    | Verso il Podio! 「俺たちの決勝戦!」 - Ore-tachi no Kesshōsen!                                                           | 27 novembre 2017  | 26 dicembre 2018 |
| 36                                    | Luinor vs Spryzen! 「決闘!ロンギヌスVSスプリガン!」 - Kettō! Ronginusu VS Supurigan!                                    | 4 dicembre 2017   | 27 dicembre 2018 |
| 37                                    | La Sfida dei Campioni! 「いくぜっ!ゴッドブレーダーズカップ!!」 - Iku ze! Goddo Burēdāzu Kappu!!                         | 11 dicembre 2017  | 28 dicembre 2018 |
| 38                                    | Progetto Requiem! Spryzen si Scatena! 「凶機!スプリガンレクイエム!!」 - Kyōki! Supurigan Rekuiemu!!                     | 18 dicembre 2017  | 31 dicembre 2018 |
| 39                                    | L'Imperatore dei Bassifondi 「地下バトル皇帝クルツ!」 - Chika Batoru Kōtei Kurutsu!                                     | 25 dicembre 2017  | 1º gennaio 2019  |
| 40                                    | Inchinatevi! Boom Khalzar! 「暴君!ビートククルカン!!」 - Bōkun! Bīto Kukurukan!!                                        | 8 gennaio 2018    | 2 gennaio 2019   |
| 41                                    | Martello Colosso! Twin Noctemis! 「鉄槌!ツインネメシス!!」 - Tettsui! Tsuin Nemeshisu!!                                 | 15 gennaio 2018   | 3 gennaio 2019   |
| 42                                    | I Fendenti della BC Sol! 「熾烈!BCソルの闘い!!」 - Shiretsu! BC Soru no Tatakai!!                                       | 22 gennaio 2018   | 4 gennaio 2019   |
| 43                                    | Rivali Incandescenti! 「白熱!ライバル大激突!!」 - Hakunetsu! Raibaru Daigekitotsu!!                                     | 29 gennaio 2018   | 7 gennaio 2019   |
| 44                                    | Evoluzione Mitica! Strike Valtryek! 「超進化!ストライクゴッドヴァルキリー!!」 - Choushinka! Sutoraiku Goddo Varukirii!! | 5 febbraio 2018   | 8 gennaio 2019   |
| 45                                    | Spryzen il Distruttore! 「破壊神スプリガン!」 - Hakaishin Supurigan!                                                    | 12 febbraio 2018  | 9 gennaio 2019   |
| 46                                    | Senza Limiti! Free Contro Luì! 「超限界!フリーVSルイ!!」 - Chougenkai! Furī VS Lui!!                                    | 19 febbraio 2018  | 10 gennaio 2019  |
| 47                                    | Massima Potenza! Alla Carica! 「アルテイメットバトル!」 - Arutimetto Batoru!                                            | 26 febbraio 2018  | 11 gennaio 2019  |
| 48                                    | Gioco di Squadra! Verso le Semi-finali! 「友情!決定戦へのバトル!!」 - Yūjou! Ketteisen he no Batoru!!                   | 5 marzo 2018      | 14 gennaio 2019  |
| 49                                    | I Quattro Agguerriti! 「準決勝!宿命のバトル!!」 - Junkessho! Shukumei no Batoru!!                                       | 12 marzo 2018     | 15 gennaio 2019  |
| 50                                    | Punto di Rottura! L'Irruzione! 「突入!最終決戦!!」 - Totsunyuu! Saishuu Kessen!!                                        | 19 marzo 2018     | 16 gennaio 2019  |
| 51                                    | Il Campione Viene Incoronato 「バルトVSシユウ!!」 - Baruto VS Shuu!!                                                    | 26 marzo 2018     | 17 gennaio 2019  |

### Beyblade Burst Turbo
| Nº                                | Giapponese 「Kanji」 - Rōmaji                                                          | In onda           | In onda  |
| Nº                                | Giapponese 「Kanji」 - Rōmaji                                                          | Giapponese        | Italiano |
| Beyblade Burst Turbo (51 episodi) |                                                                                        |                   |          |
| 1                                 | 「これが超ゼツベイだ!!」 - Kore ga Chōzetsu Bei da!!                                   | 2 aprile 2018     | -        |
| 2                                 | 「アキレスVSフォルネウス!!」 - Akiresu VS Foruneusu!!                                  | 9 aprile 2018     | -        |
| 3                                 | 「夕陽の決斗!!」 - Yūhi no Kettō!!                                                     | 16 aprile 2018    | -        |
| 4                                 | 「決めろ!ゼットバスター!!」 - Kimero! Zetto Basutā!!                                   | 23 aprile 2018    | -        |
| 5                                 | 「超ゼツ対決!ヴァルキリーVSロンギヌス!!」 - Chōzetsu Taiketsu! Varukirī VS Ronginusu!! | 30 aprile 2018    | -        |
| 6                                 | 「白き暴君!バトルロイヤル!!」 - Shiroki Bokkun! Batoru Roiyaru!!                       | 7 maggio 2018     | -        |
| 7                                 | 「開幕!ロンギヌスカップ!!」 - Kaimaku! Ronginusu Kappu!!                               | 14 maggio 2018    | -        |
| 8                                 | 「変幻!ヘルサラマンダー!!」 - Hengen! Heru Saramandā!!                                 | 21 maggio 2018    | -        |
| 9                                 | 「火炎旋風ゲキリン!」 - Kaensenpū Gekiren!                                             | 28 maggio 2018    | -        |
| 10                                | 「アキレスVSラグナルク!!」 - Akiresu VS Ragnaruku!!                                    | 4 giugno 2018     | -        |
| 11                                | 「裏切りの激闘(バトル)!」 - Uragiri no Batoru!                                         | 11 giugno 2018    | -        |
| 12                                | 「剛腕!ヘラクレス!!」 - Gōwan! Herakuresu!!                                            | 18 giugno 2018    | -        |
| 13                                | 「超ゼツ決勝戦!!」 - Chōzetsu Kesshōsen!!                                              | 25 giugno 2018    | -        |
| 14                                | 「暴竜!ブラッディロンギヌス!!」 - Bōryū! Buraddi Ronginusu!!                           | 2 luglio 2018     | -        |
| 15                                | 「ルイを倒せ!!」 - Rui o taose!!                                                       | 9 luglio 2018     | -        |
| 16                                | 「大航海!バトルシップクルーズ!!」 - Dai kōkai! Batorushippu Kurūzu!                    | 16 luglio 2018    | -        |
| 17                                | 「勇者と聖剣!!」 - Yūsha to seiken!!                                                   | 23 luglio 2018    | -        |
| 18                                | 「ユーレイ船の超ゼツバトル!」 - Yūrei-sen no Chōzetsu Batoru!                          | 30 luglio 2018    | -        |
| 19                                | 「大激闘!ベイアスロン!!」 - Daigekitō! Beasuron!!                                      | 6 agosto 2018     | -        |
| 20                                | 「爆炎!リヴァイブフェニックス!!」 - Bakuen! Rivaibu Fenikkusu!!                        | 13 agosto 2018    | -        |
| 21                                | 「共闘!タッグバトル!!」 - Kyōtō! Taggu Batoru!!                                        | 20 agosto 2018    | -        |
| 22                                | 「怒涛の3ベイバトル!!」 - Dotō no san Bey Batoru!!                                     | 27 agosto 2018    | -        |
| 23                                | 「激戦!守れベイスター!!」 - Gekisen! Mamore Beisutā!!                                  | 3 settembre 2018  | -        |
| 24                                | 「勇者VS勇者!!」 - Yūsha VS Yūsha!!                                                    | 10 settembre 2018 | -        |
| 25                                | 「超竜!ガイストファブニル!!」 - Chōryū!! Gaisuto Fabuniru!!                            | 17 settembre 2018 | -        |
| 26                                | 「白熱（ヒートアップ）!バトルシップ!!」 - Hītoappu! Batorushippu!!                     | 24 settembre 2018 | -        |
| 27                                | 「天下無双への道!」 - Tenkamusō e no michi!                                            | 1º ottobre 2018   | -        |
| 28                                | 「バルトVSアイガ!!」 - Baruto VS Aiga!!                                                | 8 ottobre 2018    | -        |
| 29                                | 「冥界の魔王デッドハデス!」 - Meikei no Maō Deddo Hadesu!                              | 15 ottobre 2018   | -        |
| 30                                | 「アイガ、荒ぶる!」 - Aiga, Araburu!                                                   | 22 ottobre 2018   | -        |
| 31                                | 「新生!超Zヴァルキリー!!」 - Shinsei! Chō-Z Varukirī!!                                 | 29 ottobre 2018   | -        |
| 32                                | 「魔城デッドグラン!!」 - Ma-jō Deddo Guran!!                                           | 5 novembre 2018   | -        |
| 33                                | 「戦慄!!デッドグランの罠」 - Senritsu! Deddo Guran no wana                             | 12 novembre 2018  | -        |
| 34                                | 「合体ベイ!エクリプス!!」 - Gattai Bei! Ekuripusu!!                                    | 19 novembre 2018  | -        |
| 35                                | 「炎神!超Zスプリガン!!」 - Enjin! Chōzetsu Supurigan!!                                 | 26 novembre 2018  | -        |
| 36                                | 「アイガ、闇との戦い!!」 - Aiga, to no tatakai!!                                       | 3 dicembre 2018   | -        |
| 37                                | 「超ゼツ激突!魔城の決戦!!」 - Chōzetsu Gekitotsu! Majō no Kessen!!                     | 10 dicembre 2018  | -        |
| 38                                | 「爆裂誕生!超Zアキレス!!!」 - Bakuretsu Tanjō! Cho-Z Akiresu!!                         | 17 dicembre 2018  | -        |
| 39                                | 「アイガ魂の再戦!!」 - Aiga Tamashī no Saisen!!                                        | 24 dicembre 2018  | -        |
| 40                                | 「風の騎士エアナイト!」 - Kaze no Kishi Ea Naito!                                      | 7 gennaio 2019    | -        |
| 41                                | 「魔王(ハーツ)VS神(ファイ)！！」 - Hātsu VS Fai!!                                      | 14 gennaio 2019   | -        |
| 42                                | 「バトルロイヤル!戦略大作戦!!」 - Batoru Roiyaru! Senryaku daisakusen!!                | 21 gennaio 2019   | -        |
| 43                                | 「破壊神!デッドフェニックス!!」 - Hakaishin! Deddo Fenikkusu!!                         | 28 gennaio 2019   | -        |
| 44                                | 「超ゼツ特訓、王国編!!」 - Chōzetsu Tokkun, Otoku-hen!!                                | 4 febbraio 2019   | -        |
| 45                                | 「超ゼツ特訓、サバンナ編!!」 - Chōzetsu Tokkun, Sabanna-hen!!                          | 11 febbraio 2019  | -        |
| 46                                | 「飛べ!空中大決戦!!」 - Tobe! Kūchū Daikessen!!                                        | 18 febbraio 2019  | -        |
| 47                                | 「炎神VS破壊神!!」 - Enjin VS Hakkaishin!!                                             | 25 febbraio 2019  | -        |
| 48                                | 「俺たちのベイブレード!」 - Oretachi no Beiburēdo!                                     | 4 marzo 2019      | -        |
| 49                                | 「アイガVSファイ!!」 - Aiga VS Fai!!                                                   | 11 marzo 2019     | -        |
| 50                                | 「アイガ、超ゼツ共鳴!!」 - iga, Chōzetsu Kyōmei!!                                      | 18 marzo 2019     | -        |
| 51                                | 「絆!アイガVSバルト!!」 - Kizuna! Aiga VS Baruto!!                                     | 25 marzo 2019     | -        |

### Beyblade Burst Rise
| Nº                               | Giapponese 「Kanji」 - Rōmaji                                              | In onda           | In onda  |
| Nº                               | Giapponese 「Kanji」 - Rōmaji                                              | Giapponese        | Italiano |
| Beyblade Burst Rise (52 episodi) |                                                                            |                   |          |
| 1                                | 「ガチだぜエースドラゴン！」 - Gachi da ze Ēsu Doragon!                    | 5 aprile 2019     | -        |
| 2                                | 「イガすぜブシンアシュラ!」 - Igasuze Bushin Ashura!                       | 12 aprile 2019    | -        |
| 3                                | 「魔ジカ！？ウィザードファブニル！」 - Ma jika!? Wizādo Fabuniru!          | 19 aprile 2019    | -        |
| 4                                | 「炎のグランドラゴン！」 - Honō no Guran Doragon!                          | 26 aprile 2019    | -        |
| 5                                | 「ドラゴンVSファブニル！」 - Doragon vs. Fabuniru!                         | 3 maggio 2019     | -        |
| 6                                | 「爆速グランビート！」 - Bakusō Guran Bīto!                                | 10 maggio 2019    | -        |
| 7                                | 「バルトに挑戦だーッ！」 - Baruto ni chōsen da-!                           | 17 maggio 2019    | -        |
| 8                                | 「燃えろッベイカーニバル！」 - Moerotsu Bei Kānibaru!                      | 24 maggio 2019    | -        |
| 9                                | 「オールイン♠︎! ジャッジメントジョーカー!」 - Ōruin Jajjimento Jōkā!        | 31 maggio 2019    | -        |
| 10                               | 「ガチバトルだぜベスト4！」 - Gachi batoru da ze besuto 4!                 | 7 giugno 2019     | -        |
| 11                               | 「ガチvsトリック!」 - Gachi vs Torikku!                                    | 14 giugno 2019    | -        |
| 12                               | 「重鋼ツヴァイロンギヌス！」 - Jū Hagane Zwei Longinus!                    | 21 giugno 2019    | -        |
| 13                               | 「決めるぜっガチシュート！」 - Kimeru ze gachi shūto!                      | 28 giugno 2019    | -        |
| 14                               | 「ガチンコ炸裂ゴールドターボ！」 - Gachinko sakuretsu Gōrudo Tābo!         | 5 luglio 2019     | -        |
| 15                               | 「ドラムvsデルタ!」 - Doramu vs Deruta!                                    | 12 luglio 2019    | -        |
| 16                               | 「悪魔のベイ、ティアボロス！」 - Akuma no Bey, Diaborosu!                  | 19 luglio 2019    | -        |
| 17                               | 「修行だ、天空の城!」 - Shugyō da tenkū no shiro!                          | 26 luglio 2019    | -        |
| 18                               | 「最凶アート、ドレッドバハムート！」 - Sai kyō Āto, Doreddo Bahamūto!      | 2 agosto 2019     | -        |
| 19                               | 「閃光、シャイニングクロス！」 - Senkō, Shainingu Kurosu!                  | 9 agosto 2019     | -        |
| 20                               | 「天然VS神の子！」 - Tennen VS Kami no ko!                                 | 16 agosto 2019    | -        |
| 21                               | 「天空の戦い！」 - Tenkū no tatakai!                                       | 23 agosto 2019    | -        |
| 22                               | 「出ろッ6！バトルジャーニー!」 - Derokku! Batoru Jānī!                     | 30 agosto 2019    | -        |
| 23                               | 「回せ！進め！勝ち残れ！」 - Mawase! Susume! Kachinokore!                  | 6 settembre 2019  | -        |
| 24                               | 「激突GT3!」 - Gekitotsu GT3!                                              | 13 settembre 2019 | -        |
| 25                               | 「アイガに挑戦だーッ！」 - Aiga ni chōsenda!                               | 20 settembre 2019 | -        |
| 26                               | 「ガチ！ドラムVSアイガ!!」 - Gachi! Dorumu VS Aiga!!                       | 27 settembre 2019 | -        |
| 27                               | 「煌け、オレのゴールドターボ！」 - Kirameke, Ore no Gōrudo Tābo!           | 4 ottobre 2019    | -        |
| 28                               | 「超ゼツ！アイガvsデルタ!」 - Chōzetsu! Aiga vs. Delta!                    | 11 ottobre 2019   | -        |
| 29                               | 「襲来！HELLの王・アーサー!」 - Shūrai! Heru no ō Āsā!                     | 18 ottobre 2019   | -        |
| 30                               | 「終焉のペイ、アポカリプス！」 - Shūen no Bei! Apokaripusu!                | 25 ottobre 2019   | -        |
| 31                               | 「ガチ誕!インペリアルドラゴン!」 - Gachitan! Inperiaru Doragon!            | 1º novembre 2019  | -        |
| 32                               | 「摩天楼(ヘルタワー)の戦い!」 - Heru Tawā no tatakai!                      | 8 novembre 2019   | -        |
| 33                               | 「ジェネシス発動!!」 - Genesis hatsudō!!                                   | 15 novembre 2019  | -        |
| 34                               | 「逆襲のディアボロス!!」 - Gyakushū no Diaborosu!!                         | 22 novembre 2019  | -        |
| 35                               | 「ドラゴンVSアポカリプス!」 - Doragon VS Apokaripusu!                      | 29 novembre 2019  | -        |
| 36                               | 「破れるか！？無限ロックシステム!」 - Yabureru ka!? Mugen Rokku Shisutemu! | 6 dicembre 2019   | -        |
| 37                               | 「最高(ドラゴン)VS完全(ジェネシス)！」 - Doragon VS Jeneshisu!             | 13 dicembre 2019  | -        |
| 38                               | 「極光！スペリオルターボ!」 - Kyokukō! Superioru Tābo!                     | 20 dicembre 2019  | -        |
| 39                               | 「蘇れッディアボロス!」 - Yomigaere Diaborosu!                             | 27 dicembre 2019  | -        |
| 40                               | 「輝けッマスタースマッシュ!」 - Kageyake, Masutā Sumasshu!                 | 3 gennaio 2020    | -        |
| 41                               | 「創世! ビッグバンジェネシス!!」 - Sōsei! Bigguban Jeneshisu!!             | 10 gennaio 2020   | -        |
| 42                               | 「超速！超転！超撃!」 - Chōsoku! Chōten! Chōgeki!                          | 17 gennaio 2020   | -        |
| 43                               | 「光れッ武神(アシュラ)！」 - Hikare Ashura!                                | 24 gennaio 2020   | -        |
| 44                               | 「ガチ対決！wbba.VS HELL!」 - Gachi Taiketsu! wbba. VS HELL!               | 31 gennaio 2020   | -        |
| 45                               | 「ドラゴン究極覚醒!」 - Doragon kyūkyoku kakusei!                          | 7 febbraio 2020   | -        |
| 46                               | 「漆黒のドレットジャイロ！」 - Shikkoku no Doreddo Jyairo!                 | 14 febbraio 2020  | -        |
| 47                               | 「ガチ激！タッグバトル!!」 - Gachi geki! Taggu batoru!                     | 21 febbraio 2020  | -        |
| 48                               | 「最強の方程式!!」 - Saikyō no hōteishiki                                  | 28 febbraio 2020  | -        |
| 49                               | 「最ッ高のタッグバトル!!」 - Saikkō no taggu batoru                        | 6 marzo 2020      | -        |
| 50                               | 「これがビクトリーズだ！」 - Kore ga bikutorīzu da!                        | 13 marzo 2020     | -        |
| 51                               | 「ガチ友情！マスタードラゴン!」 - Gachi yūjō! Masutā Doragon!              | 20 marzo 2020     | -        |
| 52                               | 「ガチンコ! ドラムVSグウィン!」 - Gachinko! Doramu VS Guwin!               | 27 marzo 2020     | -        |

### Beyblade Burst Surge
| Nº                                | Giapponese 「Kanji」 - Rōmaji                                                           | In onda           | In onda  |
| Nº                                | Giapponese 「Kanji」 - Rōmaji                                                           | Giapponese        | Italiano |
| Beyblade Burst Surge (52 episodi) |                                                                                         |                   |          |
| 1                                 | 「ベイブレード革命！！」 - Beiburēdo kakumei!!                                          | 3 aprile 2020     | -        |
| 2                                 | 「太陽のベイ！ ハイペリオン＆ヘリオス！！」 - Taiyō no Bei! Haiperion & Heriosu!!       | 3 aprile 2020     | -        |
| 3                                 | 「めざせッスパーキングシュート！！」 - Mezase Supākingu Shūto!!                         | 10 aprile 2020    | -        |
| 4                                 | 「ラグナルクをぶっとばせ!！」 - Ragunaruku o buttobase!!                                | 17 aprile 2020    | -        |
| 5                                 | 「決めろッ キングストライク！」 - Kimero Kingu Sutoraiku!                               | 24 aprile 2020    | -        |
| 6                                 | 「挑戦だッ カースサタン！」 - Chōsen da Kāsu Satan!                                     | 1º maggio 2020    | -        |
| 7                                 | 「ベイの声えを聞くんだッ！」 - Bei no koe o kikunda!                                    | 8 maggio 2020     | -        |
| 8                                 | 「怪物登場！！」 - Furī de ra hōya tōjō!!                                               | 15 maggio 2020    | -        |
| 9                                 | 「幻竜！ ミラージュファブニル！！」 - Genryū! Mirāji Fabuniru!!                         | 22 maggio 2020    | -        |
| 10                                | 「攻撃NG！？攻撃NG！！」 - Kōgeki Enujī!? Kōgeki Enujī!!                                | 29 maggio 2020    | -        |
| 11                                | 「夢のタッグバトル！！」 - Yume no Taggu Batoru!!                                       | 5 giugno 2020     | -        |
| 12                                | 「白鷺城×鬼ヶ島！」 - Shirosagijō x Onigashima!                                         | 12 giugno 2020    | -        |
| 13                                | 「攻略せよッ 鬼ダンジョン！！」 - Koryakuseyo oni danjon!!                              | 19 giugno 2020    | -        |
| 14                                | 「激嵐！ レイジロンギヌス！！」 - Gekiran! Reiji Ronginusu!!                            | 26 giugno 2020    | -        |
| 15                                | 「漆黒の太陽！ バリアントルシファー！！」 - Shikkoku no taiyō! Barianto Rushifā!!       | 3 luglio 2020     | -        |
| 16                                | 「結界！ バリアントウォール！！」 - Kekkai! Barianto Uōru!!                             | 10 luglio 2020    | -        |
| 17                                | 「天国！？地獄！！」 - Tengoku!? Jigoku!!                                               | 17 luglio 2020    | -        |
| 18                                | 「ガチが来たッ！！」 - Gachi ga kita!!                                                  | 24 luglio 2020    | -        |
| 19                                | 「嵐竜！ テンペストドラゴン！！」 - Ranryū! Tenpesuto Doragon!!                         | 31 luglio 2020    | -        |
| 20                                | 「暴虐の炎 レーン！！」 - Bōgyaku no Furea Rēn!!                                        | 7 agosto 2020     | -        |
| 21                                | 「革命激震！！ レジェンドフェスティバル！！」 - Kakumei gekishin!! Rejendo Fesutibaru!! | 14 agosto 2020    | -        |
| 22                                | 「超ゼツ！ インフィニットアキレス！！」 - Chō zetsu! Infinitto Akiresu!!                | 21 agosto 2020    | -        |
| 23                                | 「ヒュウガ＆レーン VS ヒカル＆アイガ！！」 - Hyūga & Rēn Bāsasu Hikaru & Aiga!!         | 28 agosto 2020    | -        |
| 24                                | 「友情の神バトル！」 - Yūjō no Goddo Batoru!                                            | 4 settembre 2020  | -        |
| 25                                | 「漢のタッグバトル！」 - Otoko no Taggu Batoru!                                         | 11 settembre 2020 | -        |
| 26                                | 「ガチVS超ゼツ！！」 - Gachi tai chō Zetsu!!                                            | 18 settembre 2020 | -        |
| 27                                | 「勝ち抜けッ ギュギュギューン！」 - Kachinuke gyugyugyūn!                               | 25 settembre 2020 | -        |
| 28                                | 「最強無敵 VS 新世代！！」 - Saikyō muteki Bāsasu shin sedai!!                          | 2 ottobre 2020    | -        |
| 29                                | 「バルトを倒せ！！」 - Baruto o taose!!                                                 | 9 ottobre 2020    | -        |
| 30                                | 「爆炎の死闘！！」 - Bakuen no Batoru!!                                                 | 16 ottobre 2020   | -        |
| 31                                | 「決勝！ バルトVSレーン！！」 - Kesshō! Baruto Bāsasu Rēn!!                             | 23 ottobre 2020   | -        |
| 32                                | 「限界突破！ ハイペリオン＆ヘリオス！！」 - Rimitto Bureiku! Haiperion & Heriosu!!      | 30 ottobre 2020   | -        |
| 33                                | 「紅蓮の鬼神！ ワールドスプリガン！！」 - Guren no kishin! Wārudo Supurigan!!           | 6 novembre 2020   | -        |
| 34                                | 「タッグ対決！ バルト＆シュウ！！」 - Taggu Taiketsu! Baruto & Shū!!                    | 13 novembre 2020  | -        |
| 35                                | 「逆襲のルシファー！！」 - Gyakushū no Rushifā!!                                        | 20 novembre 2020  | -        |
| 36                                | 「電脳！ ベイブレードバーチャル！！」 - Den'nō! Beiburēdo Bācharu!!                     | 27 novembre 2020  | -        |
| 37                                | 「最高のタッグパートナー！！」 - Saikō no Taggu Pātonā!!                                | 4 dicembre 2020   | -        |
| 38                                | 「開幕！ レジェンドスーパータッグリーグ！！」 - Kaimaku! Rejendo Sūpā Taggu Rīgu!!      | 11 dicembre 2020  | -        |
| 39                                | 「攻略！ アルティメットストーム！！」 - Kōryaku! Arutimetto Sutōmu!!                    | 18 dicembre 2020  | -        |
| 40                                | 「衝突！ それぞれの絆！！」 - Shōtotsu! Sorezore no kizuna!!                            | 25 dicembre 2020  | -        |
| 41                                | 「白熱のレジェンドバトル！」 - Hakunetsu no Rejendo Batoru!                             | 1º gennaio 2021   | -        |
| 42                                | 「燃やせ炎！ ビターーッ！！」 - Moyase Furea! Bitā!!                                    | 8 gennaio 2021    | -        |
| 43                                | 「同士討ち！？ リミットブレイクジエンド！！」 - Dōshi uchi!? Rimitto Bureiku Jiendo!!   | 15 gennaio 2021   | -        |
| 44                                | 「限界特訓！ ジェットワイバーン！！」 - Genkai tokkun! Jetto Waibān!!                   | 22 gennaio 2021   | -        |
| 45                                | 「灼熱！漢気！ ガチバトル！」 - Shakunetsu! Otokogi! Gachi Batoru!                      | 29 gennaio 2021   | -        |
| 46                                | 「狂嵐！ レイジングテンペスト！！」 - Kyōran! Reijingu Tenpesuto!!                      | 5 febbraio 2021   | -        |
| 47                                | 「ピターーッができない！！」 - Pitā ga dekinai!!                                        | 12 febbraio 2021  | -        |
| 48                                | 「ベイの絆！！」 - Bei no kizuna!!                                                      | 19 febbraio 2021  | -        |
| 49                                | 「強気！弱気？ノー天気！？」 - Tsuyoki! Yowaki? Nōtenki!?                               | 26 febbraio 2021  | -        |
| 50                                | 「超えろ！レジェンドの壁！！」 - Koero! Rejendo no kabe!!                               | 5 marzo 2021      | -        |
| 51                                | 「革命だ！最終決戦！！」 - Kakumei da! Saishū kessen!!                                  | 12 marzo 2021     | -        |
| 52                                | 「限界突破！俺たちの太陽！！」 - Genkai toppa! Oretachi no Furea!!                      | 19 marzo 2021     | -        |

### Beyblade Burst QuadDrive
| Nº                                    | Giapponese 「Kanji」 - Rōmaji                                                                 | In onda           | In onda  |
| Nº                                    | Giapponese 「Kanji」 - Rōmaji                                                                 | Giapponese        | Italiano |
| Beyblade Burst QuadDrive (52 episodi) |                                                                                               |                   |          |
| 1                                     | 「魔王! ダイナマイトベリアル!!」 - Maō! Dainamaito Beriaru!!                                  | 2 aprile 2021     | -        |
| 2                                     | 「魔王VS絶対王者」 - Beriaru Bāsasu Ronginusu                                                 | 2 aprile 2021     | -        |
| 3                                     | 「ベイの墓場!魔界の門!!」 - Bei no hakaba! Makai no mon!!                                     | 9 aprile 2021     | -        |
| 4                                     | 「疾風怒涛！ サイクロンラグナルク！！」 - Shippū dotō! Saikuron Ragunaruku!!                  | 16 aprile 2021    | -        |
| 5                                     | 「モードチェンジ！ ハイ＆ロー！！」 - Mōdo Chenji! Hai ando Rō!!                              | 23 aprile 2021    | -        |
| 6                                     | 「ライバルとアミーゴ！！」 - Raibaru to Amīgo!!                                               | 30 aprile 2021    | -        |
| 7                                     | 「魔界劇場！ ベルVSバルト！！」 - Makai gekijō! Beru Bāsasu Baruto!!                          | 7 maggio 2021     | -        |
| 8                                     | 「逆襲！ ダイナマイトボンバー！！」 - Gyakushū! Dainamaito Bonbā!!                            | 14 maggio 2021    | -        |
| 9                                     | 「魔王ッ世界に翔ぶ！！」 - Maō sekai ni tobu!!                                                | 21 maggio 2021    | -        |
| 10                                    | 「孤高のバニッシュファブニル！！」 - Kokō no Banisshu Fabuniru!!                              | 28 maggio 2021    | -        |
| 11                                    | 「もうひとつのヴァルキリー！！」 - Mō hitotsu no Varukirī!!                                   | 4 giugno 2021     | -        |
| 12                                    | 「改造強化ベリアル！！」 - Bājon Appu Beriaru!!                                               | 11 giugno 2021    | -        |
| 13                                    | 「激突覚醒！ ヴァルキリーVSヴァルキリー！！」 - Gekitotsu kakusei! Varukirī Bāsasu Varukirī!! | 18 giugno 2021    | -        |
| 14                                    | 「爆剣！ 新生ヴァルキリー！！」 - Baku ken! Shinsei Varukirī!!                                | 25 giugno 2021    | -        |
| 15                                    | 「邪竜の咆哮！ バハムート！！」 - Jaryū no hōkō! Bahamūto!!                                   | 2 luglio 2021     | -        |
| 16                                    | 「激突覚醒！ ヴァルキリーVSヴァルキリー！！」 - Gekitotsu kakusei! Varukirī Bāsasu Varukirī!! | 9 luglio 2021     | -        |
| 17                                    | 「空飛ぶ爆裂バトルツアー！」 - Soratobu Dainamaito Batoru Tsuā!                               | 16 luglio 2021    | -        |
| 18                                    | 「聖地激震！ 米駒学園の闘い！！」 - Seichi gekishin! Beigoma gakuen no tatakai!               | 23 luglio 2021    | -        |
| 19                                    | 「新星激突！ ベルVSラシャド！！」 - Shinsei gekitotsu! Beru Bāsasu Rashado!!                  | 30 luglio 2021    | -        |
| 20                                    | 「紅のスプリガン」 - Kurenai no Supurigan                                                     | 6 agosto 2021     | -        |
| 21                                    | 「魔王襲撃！ ベルVSフリー！！」 - Maō shūgeki! Beru Bāsasu Furī!!                             | 13 agosto 2021    | -        |
| 22                                    | 「鬼ヶ島、バトルロイヤル！！」 - Onigashima, Batoru Roiyaru!!                                 | 20 agosto 2021    | -        |
| 23                                    | 「魔王、召使いになる！！」 - Maō, meshitsukai ni naru!!                                       | 27 agosto 2021    | -        |
| 24                                    | 「真紅の舞！マグマイフリート！！」 - Shinku no mai! Maguma Ifurīto!!                          | 3 settembre 2021  | -        |
| 25                                    | 「八竜の暴君！ロンギヌス！！」 - Yaryū no bōkun! Ronginusu!!                                  | 10 settembre 2021 | -        |
| 26                                    | 「鬼ヶ島頂上決闘！！」 - Onigashima chōjō Batoru!!                                            | 17 settembre 2021 | -        |
| 27                                    | 「浮かれ魔王の大進撃！」 - Ukare maō no dai shingeki!                                         | 24 settembre 2021 | -        |
| 28                                    | 「空中決戦！ダイナマイトバトル！！」 - Kūchū kessen! Dainamaito Batoru!!                      | 1º ottobre 2021   | -        |
| 29                                    | 「魔王復活！デンジャラスベリアル！！」 - Maō fukkatsu! Denjarasu Beriaru!!                    | 8 ottobre 2021    | -        |
| 30                                    | 「光の覇王降臨！！」 - Hikari no haō kōrin!!                                                  | 15 ottobre 2021   | -        |
| 31                                    | 「光輪！覇王のベイ！！」 - Kōrin! Haō no Bei!!                                                | 22 ottobre 2021   | -        |
| 32                                    | 「魔王VS覇王！最強チーム決定戦！！」 - Maō Bāsasu haō! Saikyō Chīmu ketteisen!!               | 29 ottobre 2021   | -        |
| 33                                    | 「逆転！逆転！！大逆襲！！！」 - Gyakuten! Gyakuten! Dai gyakushū!!!                          | 5 novembre 2021   | -        |
| 34                                    | 「3rd ROUND！総力戦！！」 - Sādo Raundo! Batoru Roiyaru!!                                     | 12 novembre 2021  | -        |
| 35                                    | 「魔王、チーム脱退！？」 - Maō, Chīmu dattai!?                                                | 19 novembre 2021  | -        |
| 36                                    | 「燃えるぜッ！下剋上バトル！！」 - Moeru ze! Gekokujō Batoru!!                                | 26 novembre 2021  | -        |
| 37                                    | 「激怒！振り子地獄！！」 - Gekido! Gureitesuto Pendyuramu!!                                   | 3 dicembre 2021   | -        |
| 38                                    | 「究極の絆！新ヴァルキリー！！」 - Kyūkyoku no kizuna! Shin Varukirī!!                        | 10 dicembre 2021  | -        |
| 39                                    | 「暴走パニック！フルカスタムベイランチャー！！」 - Bōsō Panikku! Furu Kasutamu Bei Ranchā!!   | 17 dicembre 2021  | -        |
| 40                                    | 「ハイ＆ロー！ハイブリッドスタジアム！！」 - Hai Ando Rō! Haiburiddo Sutajiamu!!              | 24 dicembre 2021  | -        |
| 41                                    | 「不死鳥！プロミネンスフェニックス！！」 - Fushichō! Purominensu Fenikkusu!!                  | 31 dicembre 2021  | -        |
| 42                                    | 「デンジャラス！爆裂突破なのだ！！」 - Denjarasu! Bakuretsu Toppa na no da!!                  | 7 gennaio 2022    | -        |
| 43                                    | 「紅蓮乱舞！プロミネンスシェイカー！！」 - Guren Ranbu! Purominensu Sheikā!!                  | 14 gennaio 2022   | -        |
| 44                                    | 「憎しみのシールドトラップ！！」 - Nikushimi no Shīrudo Torappu!!                             | 21 gennaio 2022   | -        |
| 45                                    | 「完全ギア！不死鳥を追え！！」 - Pāfekuto Gia! Fushichō o oe!!                                | 28 gennaio 2022   | -        |
| 46                                    | 「灼熱！覇王との死闘！！」 - Shakunetsu! Haō to no Batoru!!                                   | 4 febbraio 2022   | -        |
| 46                                    | 「灼熱！覇王との死闘！！」 - Shakunetsu! Haō to no Batoru!!                                   | 4 febbraio 2022   | -        |
| 47                                    | 「大波乱！魔界の門！！」 - Dai haran! Makai no mon!!                                          | 11 febbraio 2022  | -        |
| 48                                    | 「俺の相棒！エクストリームバトル！！」 - Ore no aibō! Ekusutorīmu Batoru!!                    | 18 febbraio 2022  | -        |
| 49                                    | 「大激突！爆撃と光輪！！」 - Dai gekitotsu! Bakugeki to kōrin!!                               | 25 febbraio 2022  | -        |
| 50                                    | 「絆！バルトVSラシャド！！」 - Kizuna! Baruto Bāsasu Rashado!!                                | 4 marzo 2022      | -        |
| 51                                    | 「魔王VS覇王」 - Denjarasu Bāsasu Gureitesuto                                                 | 11 marzo 2022     | -        |
| 52                                    | 「爆裂！ファイナルバトル！！」 - Bakuretsu! Fainaru Batoru!!                                  | 18 marzo 2022     | -        |